# Mafalda Veiga
Mafalda Veiga (Lisboa, 24 de diciembre de 1965) es una cantante y compositora portuguesa que hasta el momento ha lanzado doce álbumes, nueve de ellos de estudio. Al margen de su carrera musical, la artista publicó en 2005 un libro infantil titulado O Carocho Pirilampo Que Tinha Medo de Voar.

## Biografía
Ana Malfalda da Veiga Marques dos Santos, nació en Lisboa el 24 de diciembre de 1965 en el seno de una familia numerosa, ella es la mayor de cinco hermanos. Sus padres, Manuel Marques dos Santos y Maria da Conceição Pimenta de Aguiar da Veiga son originarios de la región del Alentejo; el rejoneador Luís Miguel da Veiga es su tío. Con apenas ocho años, se muda a España acompañando a su familia, donde permanece siete años, hasta 1980. Tras esta etapa, su padre le regala una guitarra. Años después, la cantautora afirmaría haber encontrado en el instrumento un “suelo fértil para sus palabras”, una forma de canalizar la energía creativa de su adolescencia. Fue un tío suyo, Pedro da Veiga, guitarrista de fado, quien inició a Mafalda en la composición. 
Se estrena como compositora en 1983 con “Velho”, canción con la que ganaría al año siguiente el Festival da Cançao de Silves. A pesar de este prometedor comienzo, Mafalda dejaría aparcada durante un tiempo su carrera musical para concentrarse en sus estudios en la Facultad de Letras de la Universidad de Lisboa.

## Carrera profesional
En 1987 da inicio su carrera discográfica con el álbum Pássaros do Sul, producido por Manuel Faria,  con el que tuvo un inmediato reconocimiento a nivel nacional, destacando especialmente el tema “Planície”. Recibió numerosos premios y representó a Portugal en el Festival Internacional de la RTP en Yugoslavia.
Tras el éxito de su primer trabajo, no tardó en llegar el segundo, Cantar, publicado en 1988 y de nuevo con la producción de Manuel Faria. Este nuevo disco contó con el reconocimiento de la crítica (premio Antena 1 al mejor álbum) pero no llegó a cumplir las expectativas comerciales a falta de un sencillo que sirviera de catalizador como había ocurrido en su anterior trabajo con “Planície”.  Mafalda decide entonces hacer una pausa en su carrera discográfica. Durante los siguientes cuatro años se dedica a recorrer ampliamente los escenarios portugueses.
En 1992 regresa a los estudios para grabar Nada se Repete, de nuevo producido por Manuel Faria y por Amandio Bastos, contando con la participación especial de Luís Represas. El disco se presentó en dos espectáculos en el Teatro São Luiz de Lisboa. Tras una larga gira por Portugal, Cabo Verde y Macao, en 1996 graba el álbum A Cor da Fogueira, del que destaca la canción “A Lume”.
En 1999 Mafalda Veiga edita Tatuagens que marca su consagración como artista y su entrada en el sello Popular de Valentim de Carvalho. La producción corrió a cargo de Manuel Paulo Felgueiras, miembro del grupo Ala dos Namorados. Destacan canciones como "Cada Lugar Teu", "Um Pouco de Céu", "Uma Noite Para Comemorar", "No Rasto do Sol", "Gente Perdida" o el tema “Tatuagens” que da nombre al álbum y que canta a dúo con Jorge Palma. El disco se presentó en tres conciertos en el auditorio del Centro Cultural de Belém en Lisboa y en el Teatro Rivoli de Oporto. Durante estos conciertos se grabó el álbum Mafalda Veiga ao Vivo que consiguió llegar a disco de platino.
El 10 de diciembre de 1999 nace su hijo Tomás, fruto de su matrimonio con el ingeniero Antonio Cordovil.
En 2002 el tema “No Rastro do Sol” fue escogido para formar parte de la banda sonora de la telenovela brasileña Sabor da Paixão. En enero de 2003 viaja a Río de Janeiro para participar en dos episodios de la serie interpretando en vivo algunas de sus canciones. En junio de 2004 “Gente Perdida” aparece también el la telenovela Senhora do Destino. Estas colaboraciones despertaron el interés del público brasileño por los cantautores portugueses.
En marzo de 2003 aparece el séptimo disco de la carrera de Mafalda Veiga, Na Alma e Na Pele que cuenta con la producción del exbajista de Silence 4, Rui Costa. El álbum consta de once canciones originales de las que destacan el sencillo de presentación “Uma Gota” y el tema “Cúmplices” dedicado a su club de fanes.
En 2005 es editado por Quasi Edições, su primer cuento infantil O carocho pirilampo que tinha medo de voar.
En 2007 graba junto a João Pedro Pais el álbum Lado a Lado que reúne lo mejor del repertorio de ambos, reinterpretado a dúo en directo.
El 7 de abril de 2008 ve la luz Chão, el noveno álbum de estudio de Mafalda Veiga, coproducido por ella misma y Miguel Ferreira. 
En noviembre de 2011 lanza Zoom. Se trata de un disco que recoge doce de sus composiciones más conocidas, regrabadas con una nueva sonoridad, una nueva forma de redescubrir viejos temas, más una nueva canción original “Largar Mais”.
En noviembre de 2016 edita Praia, disco que incluye nueve canciones originales.

## Discografía
- 1987 - Pássaros do Sul (Pájaros del sur)
- 1990 - Cantar (Cantar)
- 1992 - Nada se Repete (Nada se repite)
- 1996 - A Cor da Fogueira (El color de la hoguera)
- 1999 - Tatuagem (Tatuaje)
- 2000 - Ao Vivo (En vivo)
- 2003 - Na Alma e na Pele (En el alma y en la piel)
- 2004 - Coliseu, 5 de Outubro de 2003 (Coliseu, 5 de octubre de 2003) (en DVD)
- 2006 - Lado a lado (Lado a lado), con João Pedro Pais
- 2008 - Chão (Suelo)
- 2011 - Zoom
- 2016 - Praia (Playa)